# Lepeophtheirus parvus
Lepeophtheirus parvus är en kräftdjursart som beskrevs av C. B. Wilson 1908. Lepeophtheirus parvus ingår i släktet Lepeophtheirus och familjen Caligidae. Inga underarter finns listade i Catalogue of Life.